# Championnat National 3
Championnat National 3, thường được gọi đơn giản là National 3 và trước đây được gọi là Championnat de France Amatur 2, là một giải đấu bóng đá. Giải đấu đóng vai trò là bộ phận thứ năm của hệ thống giải bóng đá Pháp sau Ligue 1, Ligue 2, Championnat National và Championnat National 2. Thường được tranh tài bởi 168 câu lạc bộ, Championnat National 3 hoạt động trên một hệ thống thăng hạng và xuống hạng lên Championnat National 2 và xuống các giải đấu khu vực của Division d'Honneur, giải đấu thứ sáu của bóng đá Pháp. Các mùa diễn ra từ tháng 8 đến tháng 5, với các đội trong mười hai bảng thi đấu 26 trận, tổng cộng 2080 trận trong mùa. Hầu hết các trận đấu được chơi vào thứ bảy và chủ nhật, với một vài trận đấu được chơi vào các buổi tối trong tuần. Trận đấu thường xuyên bị đình chỉ vào cuối tuần trước Giáng sinh trong hai tuần trước khi trở lại vào tuần thứ hai của tháng một.
Cuộc thi được thành lập vào năm 1993 với tên gọi National 3 và kéo dài trong 5 năm trước khi được chuyển đổi thành Championnat de France Amateur 2 vào năm 1998. Năm 2017, FFF tổ chức lại bóng đá nghiệp dư và cấp 5 được cơ cấu lại một lần nữa trở thành Championnat National 3. Hầu hết các câu lạc bộ tham gia giải đấu là các câu lạc bộ nghiệp dư, nhưng một số ít các câu lạc bộ là bán chuyên nghiệp. Các trận đấu trong giải đấu thu hút trung bình từ 200 đến 400 khán giả mỗi trận. Tuy nhiên, mức trung bình này được kéo xuống bởi các lượt quay cực nhỏ cho các trận đấu dự bị sân nhà của các chuyên gia.

## Lịch sử và định dạng
Giải vô địch nghiệp dư của Pháp được tạo ra vào năm 1993 dưới tên National 3. Sự ra mắt của giải đấu trùng với việc thành lập Championnat National, bộ phận thứ ba của bóng đá Pháp, thường được gọi là National. Trong ba năm đầu tiên của cuộc thi, một nhà vô địch nghiệp dư đã đăng quang tại Pháp bất kể câu lạc bộ là nghiệp dư hay đội dự bị.
Năm 1998, cuộc thi được đổi tên thành Championnat de France Amateur 2 như là một phần của việc tái cấu trúc bóng đá nghiệp dư. Trong cái tên này, cuộc thi đã chứng kiến 112 câu lạc bộ tham gia, chia thành tám bảng 14 đội song song với việc liên kết nhóm của họ dựa trên vị trí khu vực của câu lạc bộ. Giải đấu đã mở cửa cho các đội dự bị ở Pháp và các câu lạc bộ nghiệp dư ở Pháp và cả hai đều đủ điều kiện để thăng hạng cho Championnat de France Amateur.

### Định dạng hiện tại
Năm 2017, FFF đã tổ chức lại bóng đá nghiệp dư dọc theo đường tái tổ chức năm 2016 của Vùng của Pháp, tạo ra Championnat National 2 và Championnat National 3 để thay thế CFA và CFA2. Đối với National 2, điều này có hiệu lực chỉ là thay đổi tên, trong khi National 3 chứng kiến sự tái cấu trúc lớn. Cuộc thi mới này có 168 câu lạc bộ tham gia, trong mười hai nhóm song song liên kết trực tiếp với mười ba khu vực mới (Corsica được sáp nhập với Provence-Alpes-Côte Keyboardzur để tạo thành nhóm Méditerranee-Corse). Chính quyền của giải đấu được phân chia thành các giải đấu khu vực trên cơ sở nhóm theo nhóm, ngoại trừ nhóm '' Méditerranee-Corse, được FFF trực tiếp quản lý.
Trong suốt một mùa giải, thường là từ tháng 8 đến tháng 5, mỗi câu lạc bộ gặp các đội khác trong bảng của họ hai lần, một lần tại sân vận động của họ và một lần tại đối thủ của họ, trong tổng số 26 trận. Các đội được xếp hạng theo tổng số điểm. Mối quan hệ giữa các câu lạc bộ có điểm bằng nhau được giải quyết bằng: a) điểm đạt được trong các trò chơi giữa hai (hoặc nhiều) câu lạc bộ, b) hiệu số bàn thắng trong các trận đấu giữa hai (hoặc nhiều) câu lạc bộ, c) hiệu số bàn thắng chung, d) ghi bàn, e) hồ sơ kỷ luật tốt nhất, f) bản vẽ lô.
Vào cuối mỗi mùa giải, đội chiến thắng của mỗi nhóm được thăng hạng lên Championnat National 2. Nếu một đội chiến thắng nhóm bị ngăn không được thăng chức, hoặc bầu không được thăng chức, họ sẽ được thay thế bởi đội tốt nhất tiếp theo trong bảng đủ điều kiện. Ít nhất ba đội dưới cùng trong mỗi nhóm xuống hạng ở giải đấu hàng đầu của giải đấu khu vực. Trong trường hợp các bảng bắt đầu một mùa giải có hơn 14 đội, các vị trí xuống hạng thêm sẽ đảm bảo giải đấu phù hợp với 14 đội cho mùa giải tiếp theo. Các vị trí xuống hạng bổ sung cũng sẽ được thêm vào tùy thuộc vào nhóm khu vực nào mà các đội xuống hạng từ Championnat National 2 sẽ bước vào mùa giải tiếp theo.

## liên kết ngoài
- Trang web chính thức của FFF